# 流動圖書館

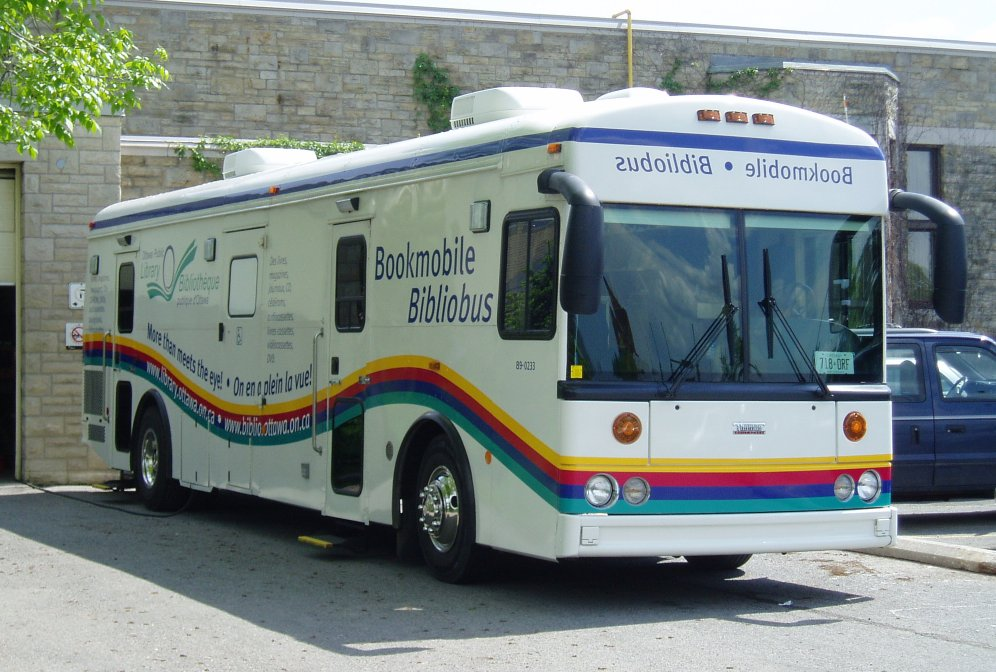
採用大客車變更為流動圖書館的加拿大渥太華公立圖書館的行動圖書館車

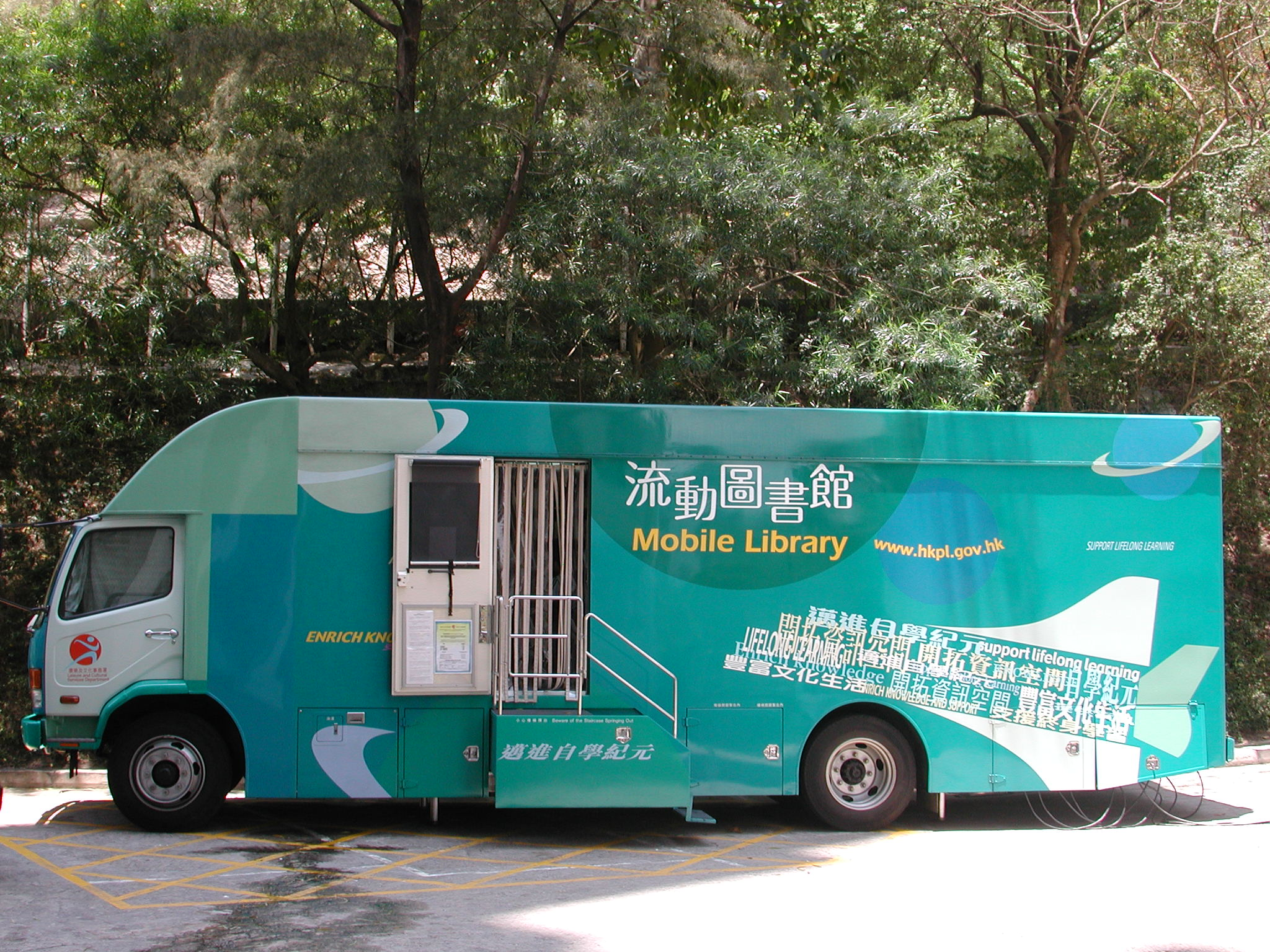
採用大貨車變更為流動圖書館的香港公共圖書館流動圖書車

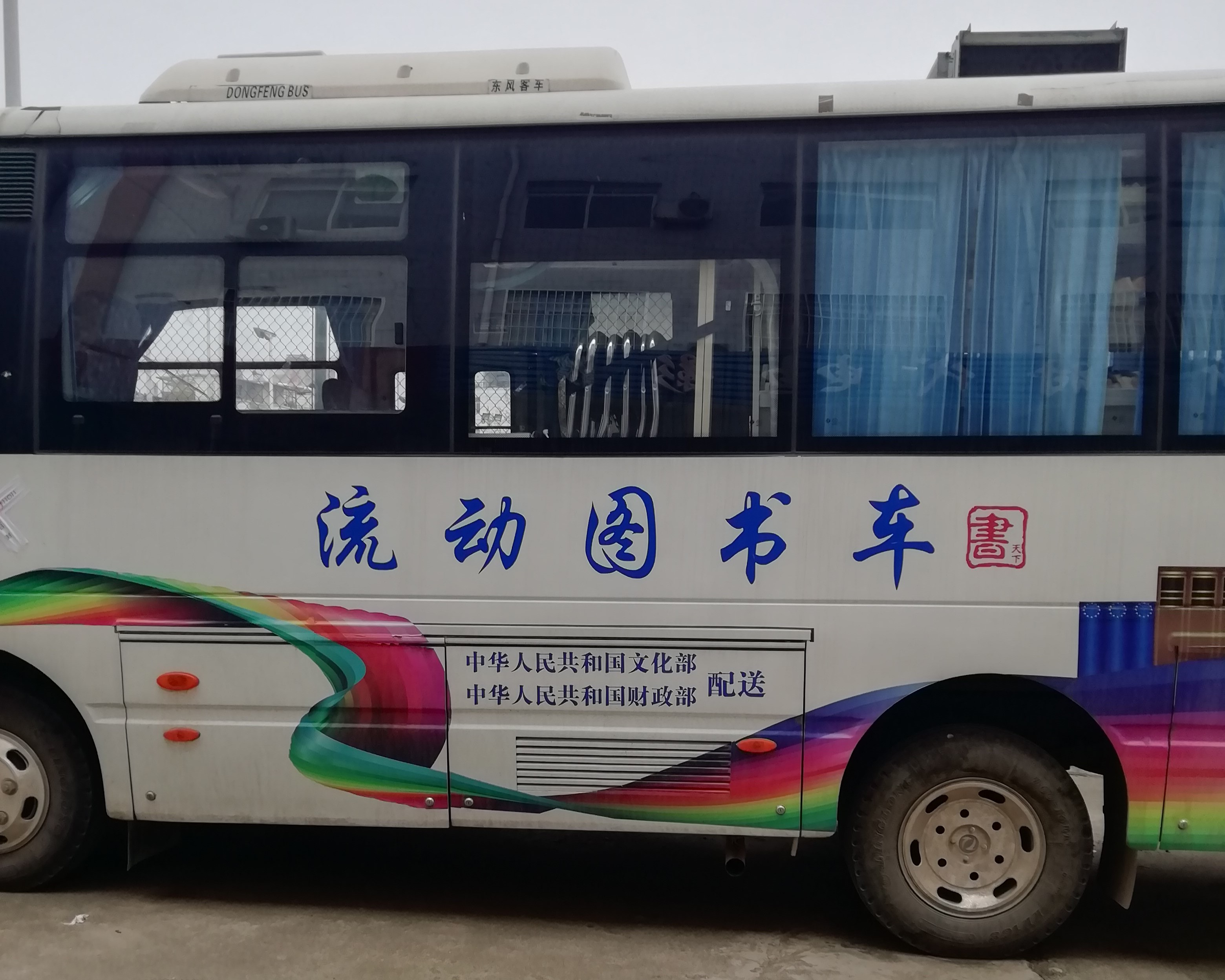
中國文化部和財政部配送的流动图书车，攝於河南省卢氏县

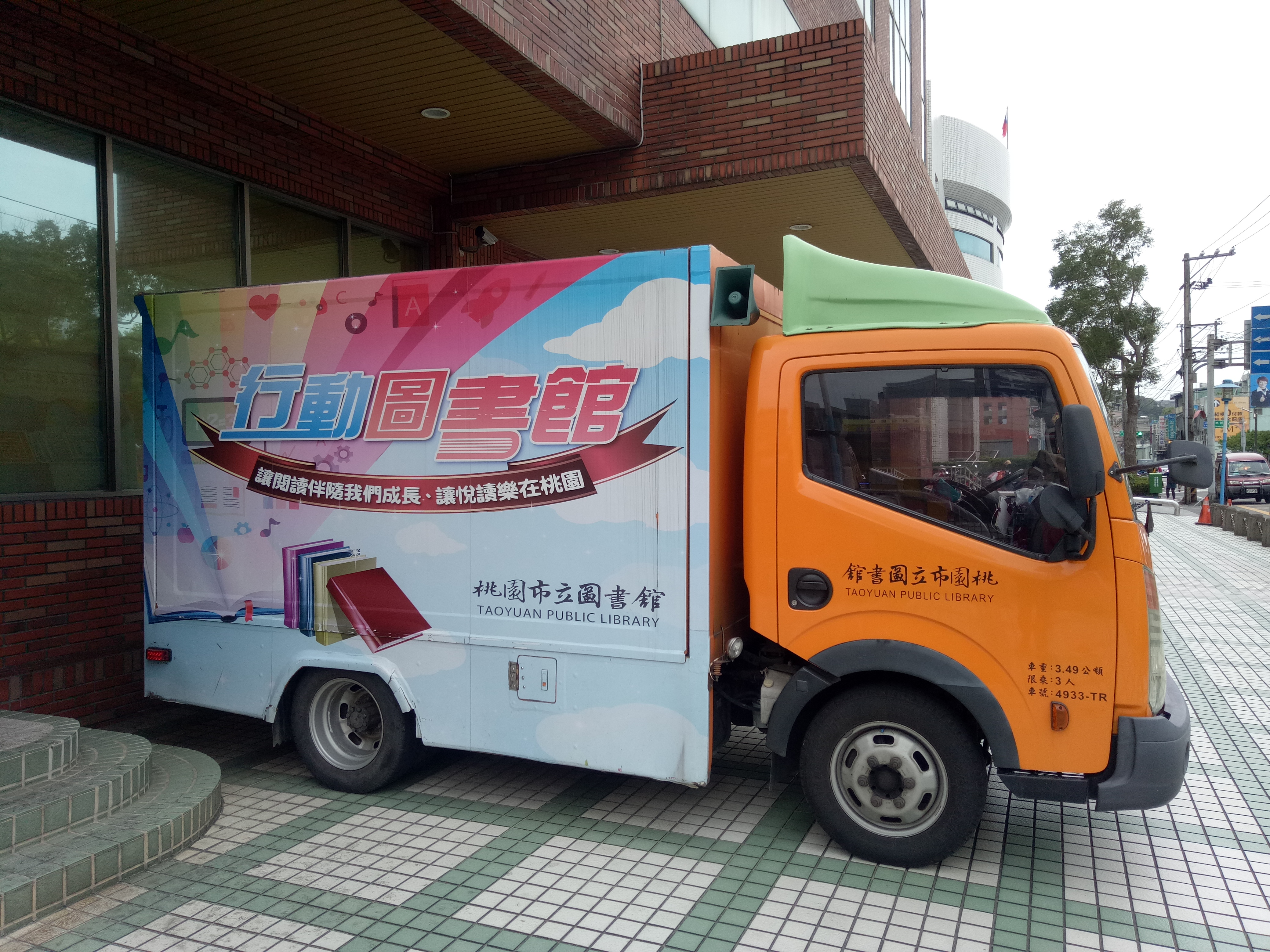
桃園市立圖書館的行動圖書車

流動圖書館，又稱行動圖書館（Bookmobile，Book Van，Travelling Library），是一種用作圖書館的大型車輛（大客車或大貨車改裝而成），在缺乏圖書館服務的偏遠地區提供另類圖書服務。香港公共圖書館有10所流動圖書館。臺灣地區的市立圖書館及縣市立文化中心圖書館多設有圖書巡迴車為偏鄉民眾服務。高雄市立圖書館現有7所行動圖書館，而臺南市立圖書館亦設有行動圖書館。此車最近是用於館際合作較多，最近臺灣稱為行動圖書館的設施多半是民間慈善機構準備。此服務濫觴於19世紀蘇格蘭的一個小市鎮的Warrington Perambulating Library，當時載具是馬車，由 Warrington Mechanics' Institute負責營運。

## 歷史
流動圖書館主要為非常偏遠、人口稀少的地方提供服務。早期的機動車輛還未大量出現時，流動圖書館通常是以馬車形式出現的，如：美國馬里蘭州華盛頓郡的免費圖書館在1905年開始用兩匹馬拉的車提供流動圖書館服務；而幾乎在同時期，土耳其卻有以驢車形式出現的流動圖書館。隨著社會不斷進步，汽車、電車等公交工具逐漸普及，流動圖書館所使用的交通工具也發生了變化。